# Labia minor
Labia minor sau urechelnița mică este o specie de urechelniță. Se găsește global, în general în climate temperate, preferând adăposturi calde precum grămezile de compost. Are 4-7 mm lungime incluzând cercii, jumătate din mărimea lui Forficula auricularia și este de culoare maron ciocolatiu  . Tot corpul este acoperit cu puf, iar antenele sunt de o culoare pală.  Cerci sunt folosiți pentru a desfășura aripile pentru zbor. Spre deosebire de  Forficula auricularia, Labia minor zboară des. 

## Ecologie
Labia minor se hrănește cu plate moarte și alte detritus. În climate mai reci este găsită doar în locuri calde, precum compost care fermentează activ. Neobișnuit pentru insecte, această urechelniță prezintă instincte matern, îngrijind ouălele și apoi larvele timp de două săptămâni după eclozare.

## Distribuție
Labia minor este răspândită în zone temperate în jurul lumii. Se găsește pe teritoriul României. Este neclar dacă este o specie nativă în America de Nord sau a fost introdusă. Prima mențiune în SUA datează din 1838, dar specia poate fi prezentă dinainte de această dată. Arealul său spre nord ajunge în Columbia Britanică, fiind singura specie de urechelnițe din Quebec. A fost introdusă  în Australia, insula Madeira, insulele Galapagos și Filipine.

## Istoria taxonomiei
Labia minor a fost catalogată inițial de către Carl Linné, în cea de-a zecea ediție a lucrării sale Systema Naturae din 1758, sub numele de Forficula minor. Când William Elford Leach a creat, în 1815, genul Labia, Forficula minor a lui Linnaeus a fost inclusă în speciile noului gen și redenumită Labia minor.